# FC Leones
El FC Leones es un equipo de fútbol de la ciudad de Ponce, Puerto Rico que juega en la PRSL. En la temporada 2011 se proclamaron campeones y clasifican para el Campeonato de Clubes de la CFU (Unión Caribeña de Fútbol).

## Palmarés
- PRSL: 1 (2011)
- Leo Tillemont - (PRSL) JMV Balón de Oro Temporada 2011